# Norwegian International 1997
Die Norwegian International 1997 im Badminton fanden vom 6. bis zum 9. November 1997 in Sandefjord statt. Auf der IBF-Turnierskala erreichte es die Wertung A.

## Sieger und Platzierte
| Disziplin    | Gold                                   | Silber                           | Bronze                         |
| ------------ | -------------------------------------- | -------------------------------- | ------------------------------ |
| Herreneinzel | Jens Olsson                            | Robert Nock                      | Ilkka Nyqvist                  |
| Herreneinzel | Jens Olsson                            | Robert Nock                      | Kasper Fangel                  |
| Dameneinzel  | Karolina Ericsson                      | Kristin Evernäs                  | Lotta Andersson                |
| Dameneinzel  | Karolina Ericsson                      | Kristin Evernäs                  | Johanna Holgersson             |
| Herrendoppel | Julian Robertson Nathan Robertson      | Henrik Andersson Jens Olsson     | Jesper Mikla Ove Svejstrup     |
| Herrendoppel | Julian Robertson Nathan Robertson      | Henrik Andersson Jens Olsson     | James Anderson Ian Sullivan    |
| Damendoppel  | Christina Sørensen Jane F. Bramsen     | Gail Emms Rebecca Pantaney       | Katy Brydon Alison Reed        |
| Damendoppel  | Christina Sørensen Jane F. Bramsen     | Gail Emms Rebecca Pantaney       | Britta Andersen Lene Mørk      |
| Mixed        | Steen Thygesen-Poulsen Jane F. Bramsen | Fredrik Bergström Jenny Karlsson | Nathan Robertson Joanne Wright |
| Mixed        | Steen Thygesen-Poulsen Jane F. Bramsen | Fredrik Bergström Jenny Karlsson | Ian Sullivan Gail Emms         |

## Finalergebnisse
| Disziplin    | Sieger                                 | Finalist                         | Ergebnis                |
| ------------ | -------------------------------------- | -------------------------------- | ----------------------- |
| Herreneinzel | Jens Olsson                            | Robert Nock                      | 9–4, 9–5, 9–1           |
| Dameneinzel  | Karolina Ericsson                      | Kristin Evernäs                  | 11–9, 9–1, 7–9, 9–1     |
| Herrendoppel | Julian Robertson Nathan Robertson      | Henrik Andersson Jens Olsson     | 4–9, 9–4, 9–2, 0–9, 9–4 |
| Damendoppel  | Christina Sørensen Jane F. Bramsen     | Gail Emms Rebecca Pantaney       | 9–5, 9–6, 9–2           |
| Mixed        | Steen Thygesen-Poulsen Jane F. Bramsen | Fredrik Bergström Jenny Karlsson | 9–3, 5–9, 9–6, 9–4      |